# ЧФР (Турну Северін)
ЧФР «Турну Северін» (рум. CFR Turnu-Severin) — колишній румунський футбольний клуб з Турну-Северина, що існував у 1928—1958 роках.

## Досягнення
- Ліга II
  - Чемпіон: 1940–41
- Кубок Румунії
  - Володар: 1942–43.